# Борша-Крестаја (Клуж)
Борша-Крестаја (рум. Borșa-Crestaia) насеље је у Румунији у округу Клуж у општини Борша. Oпштина се налази на надморској висини од 353 m.

## Становништво
Према подацима из 2011. године у насељу је живело 2 становника.